# Nationalpark Mu Ko Similan
Der Nationalpark Mu Ko Similan (Thai: หมู่เกาะสิมิลัน) ist ein Nationalpark in der Provinz Phang Nga, Süd-Thailand. Er ist benannt nach der Inselgruppe der neun Similan-Inseln in der Andamanensee, die zusammen mit zwei weiteren Inseln den Nationalpark bilden. Der Meeres-Nationalpark (Thai: อุทยานแห่งชาติหมู่เกาะสิมิลัน) wurde am 1. September 1982 als 43. Nationalpark in Thailand eingerichtet.

## Geschichte
Bevor Anfang der 1980er Jahre das Royal Forestry Department auf Ko Miang und Ko Similan Forststationen errichtet hatte, war die Inselgruppe komplett unbewohnt. Nur manchmal fischten Moken von Booten aus in den fischreichen Gründen. Die Werbemaßnahmen der Tourism Authority of Thailand machten die Similans schnell bekannt. Dadurch wurden in den ersten Jahren sowohl durch Dynamitfischerei als auch durch Auswerfen von Ankern und Schleppnetzen nicht nur von Touristenbooten hunderte von Jahren Korallenwachstum unwiederbringlich zerstört. Erst die konsequente Durchsetzung der Parkregeln, die z. B. das Fischen im Parkgebiet verbieten, konnte eine ökologische Katastrophe verhindern. Angeblich soll allein die Anwesenheit der Park-Ranger die Verwüstungen – Fällen von Bäumen für Lagerfeuer, Müll im und am Wasser – eingedämmt haben. Ein wachsendes Umweltbewusstsein unter der einheimischen Bevölkerung wie auch der Tour-Veranstalter hat die Situation stark verbessert; inzwischen gelten die Similans als ein besonders gutes Beispiel für ein asiatisch-pazifisches Riffsystem.

## Geografie
Der Park bedeckte eine Fläche von 128 km² (80.000 thailändischen Rai), von denen 14 km² die Fläche der Inseln zusammen genommen darstellt. 1998 wurde die Grenze des Parks um die Insel Ko Tachai herumgelegt. Diese liegt nördlich von Ko Bon und der Similan-Gruppe. Die Fläche des Parks vergrößerte sich so auf 140 km². Der Sitz der Nationalpark-Verwaltung mit einem Besucherzentrum befindet sich in der Hafenstadt Thap Lamu.

## Inseln

### Ko Tachai
Die Tachai-Insel (auch: Ko Ta-Chai, เกาะตาชัย) liegt außerhalb der eigentlichen Similan-Inseln und ist der nördlichste Teil des gleichnamigen Nationalparks. Auf dieser Insel gibt es einen weißen Sandstrand, aber keine Unterkunftsmöglichkeit. Das Tauchen ist hier möglich, es gibt häufiger Sichtungen von Walhaien, den größten Fischen der Welt.

### Ko Bon

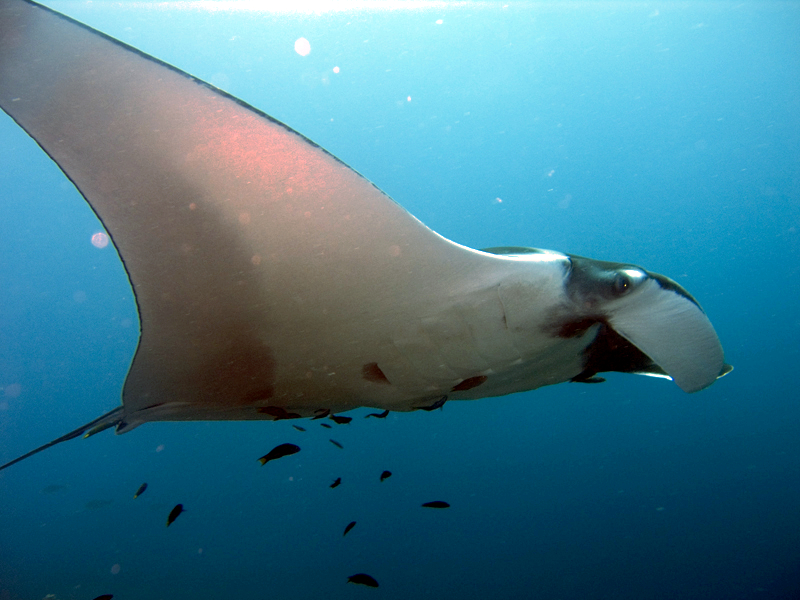
Mantarochen

Die Bon- (เกาะบอน) oder Talu-Insel (เกาะทะลุ) liegt zwischen den Similan-Inseln und Tachai. Die Insel besteht nur aus Fels und hat keinen Strand. Bei Tauchern ist sie trotzdem wegen der oft anzutreffenden Mantarochen beliebt.

Zu den weiteren neun Inseln siehe 

## Flora und Fauna

### Flora
In den Wäldern auf den Inseln geht der Strandwald landeinwärts in tropischen Regenwald über. Wichtige Arten sind hier Manilkara spec. (siehe auch Breiapfelbaum), Cordia subcordata sowie Tournefortia argentea.

### Fauna

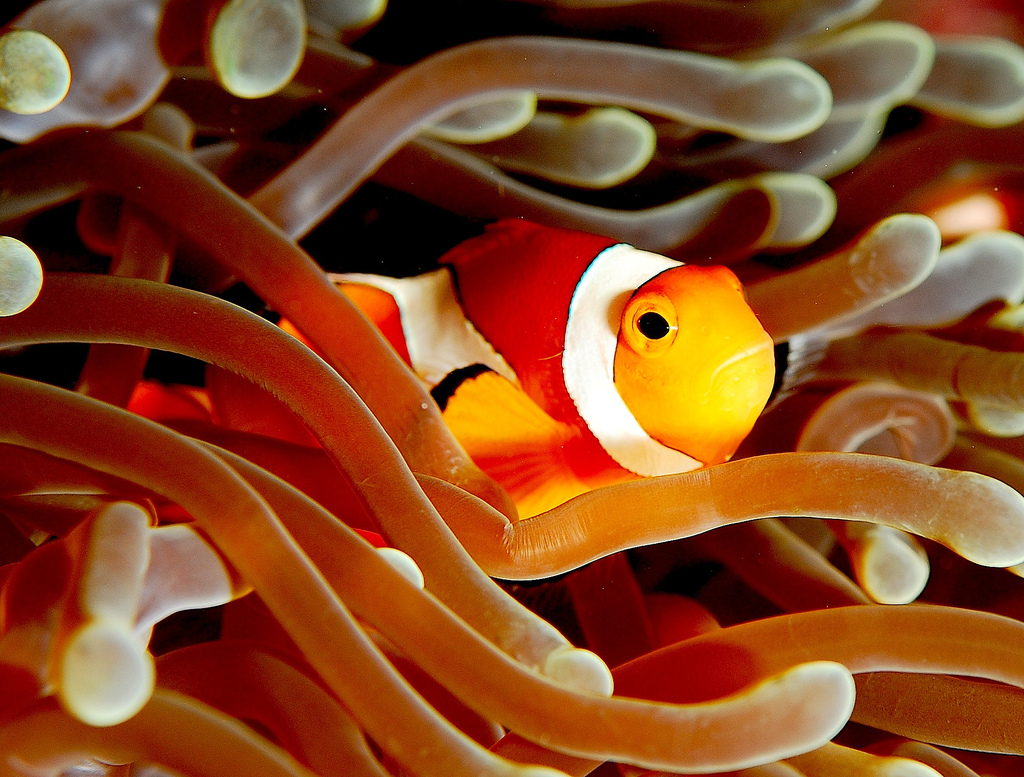
Falscher Clownfisch

Ein Großteil des Meeresbodens rund um die Inseln ist von Korallenriffen bedeckt, welches von Korallen und See-Anemonen bewohnt und gebildet wird. Das Überleben des komplexen Ökosystems basiert auf der symbiotischen Beziehung mit der Alge Zooxanthelle, die Sonnenlicht in Nährstoffe umwandelt. Dafür müssen allerdings bestimmte Umweltfaktoren wie Temperatur, Salzgehalt, Licht und Wellenaktivität stimmen.
Die in den Riffen häufigsten Steinkorallen gehören in die Familie der Acroporidae. Eine weitere Steinkoralle ist die zierliche Seriatopora hystrix aus der Familie Pocilloporidae. Daneben gibt es im Meer noch Gorgonien-Fächer, Weichkorallen, Langusten, Krabben, Tintenfische, Schwämme, Seegurken und Riesenmuscheln. Zu den vielzähligen Korallenriff-Fischen gehören die Schmetterlingsfische, Clownfische, Kaiserfische, Süßlippen und Fahnenbarsche, selbst Gelblippen-Seeschlangen sind anzutreffen.

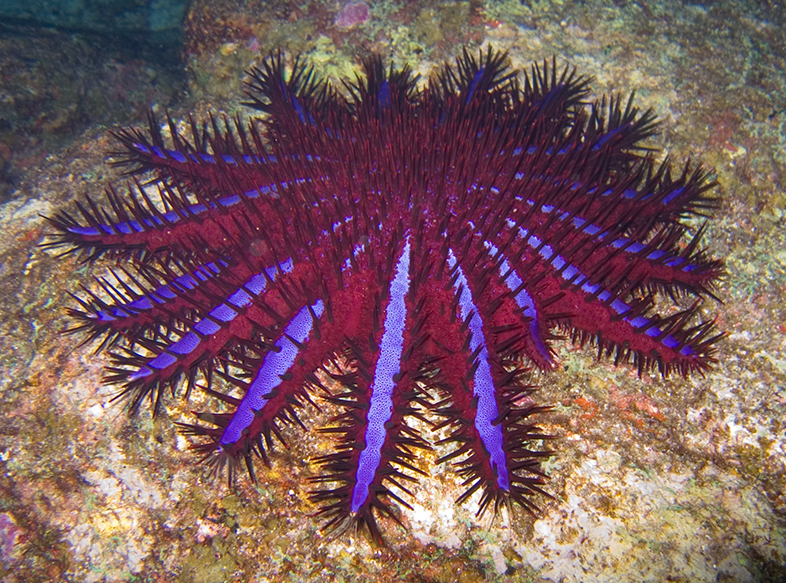
Dornenkronenseestern

Auf den Inseln leben aufgrund sehr geringer Süßwasservorkommen keine großen Säugetiere. 27 kleinere Säugetiere werden gezählt, davon 16 Fledermausarten: die schwarzgeflügelte Grabfledermaus (Taphozous melanopogon), der Malaiische Falsche Vampir (Megaderma spasma), die Langflügelfledermaus Miniopterus australis und die Nacktfledermaus Cheiromeles torquatus. Es gibt drei Hörnchenarten, darunter das Grauwangen-Gleithörnchen (Hylopetes lepidus) und vier Arten der Altweltmäuse: die gelbe Rajah-Ratte, die Reisfeldratte (Rattus argentiventer), die Savile-Bandikutratte und die Hausratte (Rattus rattus). Eher selten sind die Langschwanz-Quastenstachler (Atherurus macrourus) anzutreffen, ebenso der Fleckenmusang und der Malaiischer Riesengleiter (Cynocephalus variegatus). In den Gewässern um die Inseln lebt der Große Tümmler.

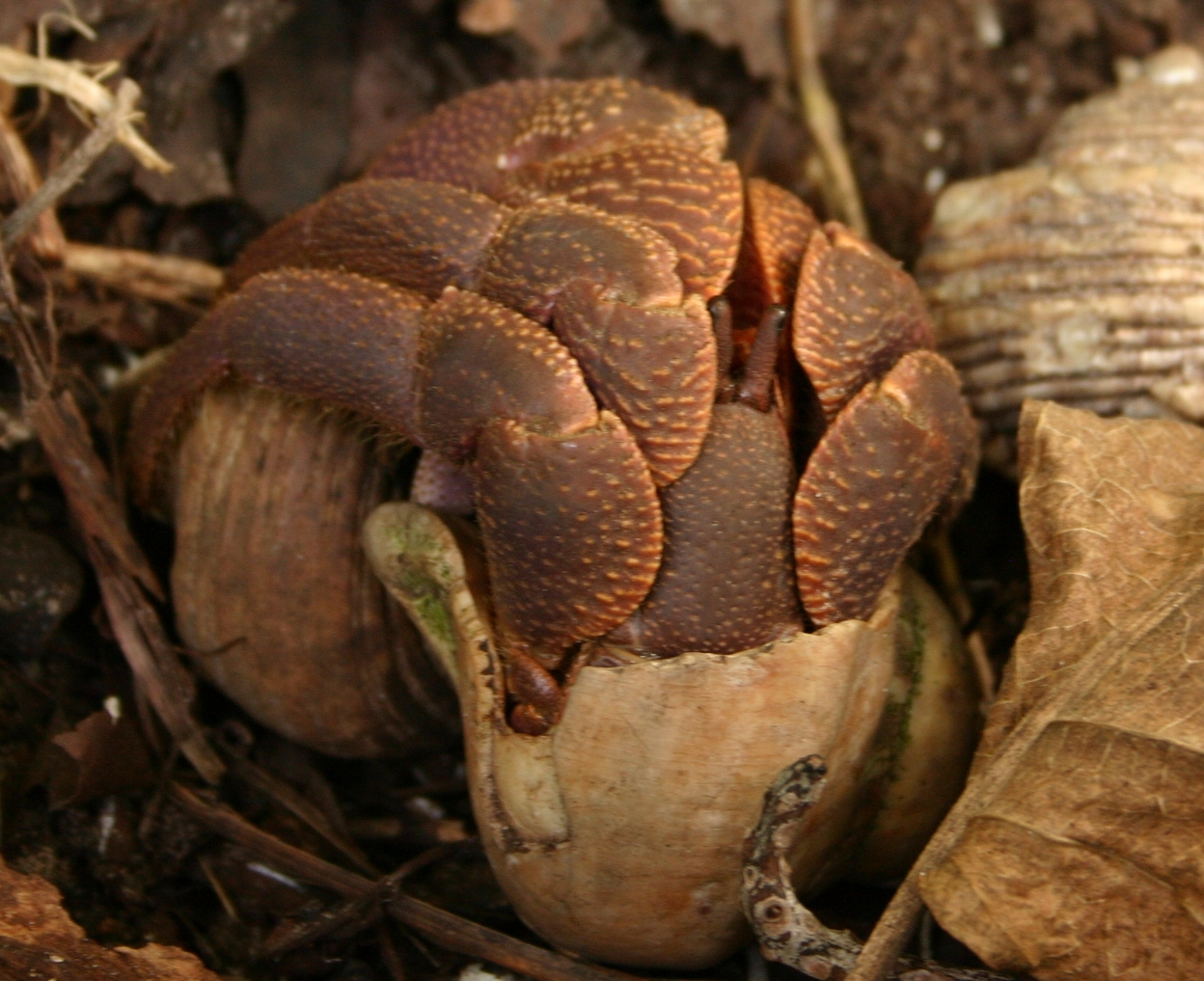
Landeinsiedlerkrebs

Kaum zu übersehen sind die Löcher der Aldabra-Landkrabbe (Cardisoma carnifex). Diese sehr zahlreich vorhandenen Krabben graben teils tiefe Löcher, in denen sie am Abend verschwinden. Die Spannerkrabbe (Ranina ranina) kann man während ihrer Paarungszeit, insbesondere zwischen September und Dezember reichlich antreffen.
1992 lebten laut einer Studie 22 Reptilienarten und 39 Vogelarten auf den Inseln, darunter der Brahmanenweih (Haliastur indus), die Nikobarentaube (Caleonas nicobarica) und die weißbrüstige Wasserhenne. Folgende Zugvögel sind zeitweise auf den Similan-Inseln anzutreffen: Spießbekassine (Gallinago stenura), Gebirgsstelze, Rauchschwalbe, der Kuhreiher, der Wasserhahn (Vogel) (Gallicrex cinerea) und die Rosenseeschwalbe. Die am meisten verbreiteten Arten sind der Riffreiher, die Kragentaube und die Zweifarben-Fruchttaube. Ebenfalls häufig ist der Weißbauch-Seeadler und der Halsbandliest zu sehen.